# Wielowieś (powiat krotoszyński)
Wielowieś – wieś w Polsce położona w województwie wielkopolskim, w powiecie krotoszyńskim, w gminie Krotoszyn.
W okresie Wielkiego Księstwa Poznańskiego (1815-1848) miejscowość należała do wsi większych w ówczesnym pruskim powiecie Krotoszyn w rejencji poznańskiej. Wielowieś należała do okręgu kobylińskiego tego powiatu i stanowiła część majątku Suśnia, którego właścicielem był wówczas Radoliński. Według spisu urzędowego z 1837 roku wieś liczyła 300 mieszkańców, którzy zamieszkiwali 31 dymów (domostw).
W latach 1975–1998 miejscowość należała administracyjnie do województwa kaliskiego.

## Urodzeni w Wielowsi
- Roman Dadaczyński – polski duchowny rzymskokatolicki, starszy kapelan Wojska Polskiego, powstaniec wielkopolski[5].